# Neferkare VIII.
Neferkare VIII. je bil drugi faraon Desete egipčanske dinastije, ki je vladal v Prvem vmesnem obdobju med 2130 in 2040 pr. n. št.
Priimek (praenomen) Neferkare kaže, da se je imel za zakonitega naslednika Pepija II. Neferkareja iz Šeste dinastije, tako kot več drugih memfiških soimenjakov iz Sedme in Osme dinastije. Zelo verjetno je bil že osmi faraon s tem imenom, čeprav so se nekateri njegovi predhodniki imenovali s svojim priimkom in imenom (nomen), na primer Neferkare Tereru ali Neferkare Kendu).
Neferkare je nesporno potrjen  samo na Torinskem seznamu kraljev in z nobeno arheološko najdbo. Neferkare VIII. je zelo verjetno istoveten s skrivnostnim vladarjem Ka-nefer-rejem, omenjenem v grobnici nomarha Anktifija. Ka-nefer-re je še bolj verjetno istoveten z Neferkarejem VII. iz Devete dinastije.